# Julia Salinger
Julia Salinger è un personaggio della serie tv Cinque in famiglia, interpretata da Neve Campbell e doppiata da Ilaria Stagni. Julia ha quattro fratelli Charlie, Bailey, Claudia e del piccolo Owen. Deve, come i suoi fratelli, il merito di una vita drammatica, alla morte di entrambi i genitori, morti sei mesi prima del primo episodio della serie.

## Prima stagione
Dopo la morte dei genitori Salinger è Charlie a doversi occupare del ristorante del padre e dei suoi quattro fratelli. Julia si fidanza con P.K., ma per poi lasciarlo dopo poco tempo. Julia si innamora del suo migliore amico Justin, e si mettono insieme. Durante l'estate lei flirta con il fratello di Jill, fidanzata di Bailey, Griffin.

## Seconda stagione
Quando Justin scopre di Griffin si lascia con Julia. Lei resta con Griffin. Griffin si mette nei pasticci e deve partire ed entrare nell'esercito. Durante il matrimonio di Kirsten e Charlie, Julia e Justin, ubriachi, copulano. Julia scopre di essere incinta di Justin e vuole abortire, ma non ci riesce e ha un aborto spontaneo.

## Terza stagione
Griffin torna a casa, ma per poi ripartire subito. Charlie decide di riparare il tetto e Julia si fidanza con il suo muratore Sam. Julia non sopporta l'idea che Sam sia razzista e lo lascia. Bailey, che si ubriaca da tempo, è irriconoscibile; tanto che rovina la festa di compleanno di Owen. Julia interviene perché Bailey torni quello di prima, così si reca dagli alcolisti anonimi. Griffin torna a casa perché è diventato zoppo e fa l'amore con Julia. Julia e Griffin si sposano: l'ultimo episodio termina con la partenza di Julia da casa Salinger, e Claudia regala a Julia la fede nuziale della madre.

## Quarta stagione
La Quarta stagione di Cinque in famiglia si apre con il ritorno a casa di Julia che viene accolta caldamente nel suo nuovo appartamento da Griffin e da Claudia, Julia però scopre che non è facile la vita nel matrimonio. Julia viene baciata dal suo datore di lavoro; Griffin lo viene a sapere e la perdona. Griffin e Julia si risposano nel giardino della casa. Charlie e Nina si lasciano. Julia e Griffin diventano poveri e gli vengono sequestrati tutti i mobili.